# 史密斯威森M460左輪手槍
史密斯威森M460（英語：Smith & Wesson Model 460）是一系列由美国槍械製造商史密斯威森所研製及生產的5發式“X型底把”雙動操作式大口徑左輪手槍，發射.460 S&W馬格南或火力相對較弱的.454卡蘇爾、.45柯爾特和.45斯科菲爾德這四種子彈。
史密斯威森M460被設計為一把適用於非洲和阿拉斯加的狩獵和危險遊戲的防衛型左輪手槍。該左輪手槍建構於史密斯&威森公司中被稱為X型底把的最大最強的平台上，代表著史密斯&威森、霍納迪和Cor-Bon的共同努力。

## 設計細節
史密斯威森M460的基本設計是以其他的X型底把左輪手槍為基礎，也就是與其相對應的史密斯威森M500 .500 S&W馬格南口徑左輪手槍。
該槍可藉由槍管端部的孔和原廠的氖瞄準具來區分出M460。除了.460 S&W馬格南子彈以外，該左輪手槍也能裝填.454卡蘇爾、.45柯爾特和.45斯科菲爾德彈藥。史密斯威森指出，M460 XVR（XVR，全寫：Xtreme Velocity Revolver，意為：極限初速左輪手槍）是「當今世界初速最高的批量生產左輪手槍」，這是由於其發射200格令彈頭的槍口初速和槍口能量分別達到710.18米／秒（2,330英尺／秒）和3,253.968焦耳（2,400英尺·磅），而成為世界上最強大的.45口徑批量生產左輪手槍。
這把左輪手槍的槍管膛線獨一無二，它一開始的膛線纏距為纏距較慢的1：100，然後逐漸地加快到1：20，以適應彈藥的高膛壓性質。
當它在2005年首次亮相以後，S&W M460贏得了射擊工業學院年度手槍優秀獎。

## 衍生型

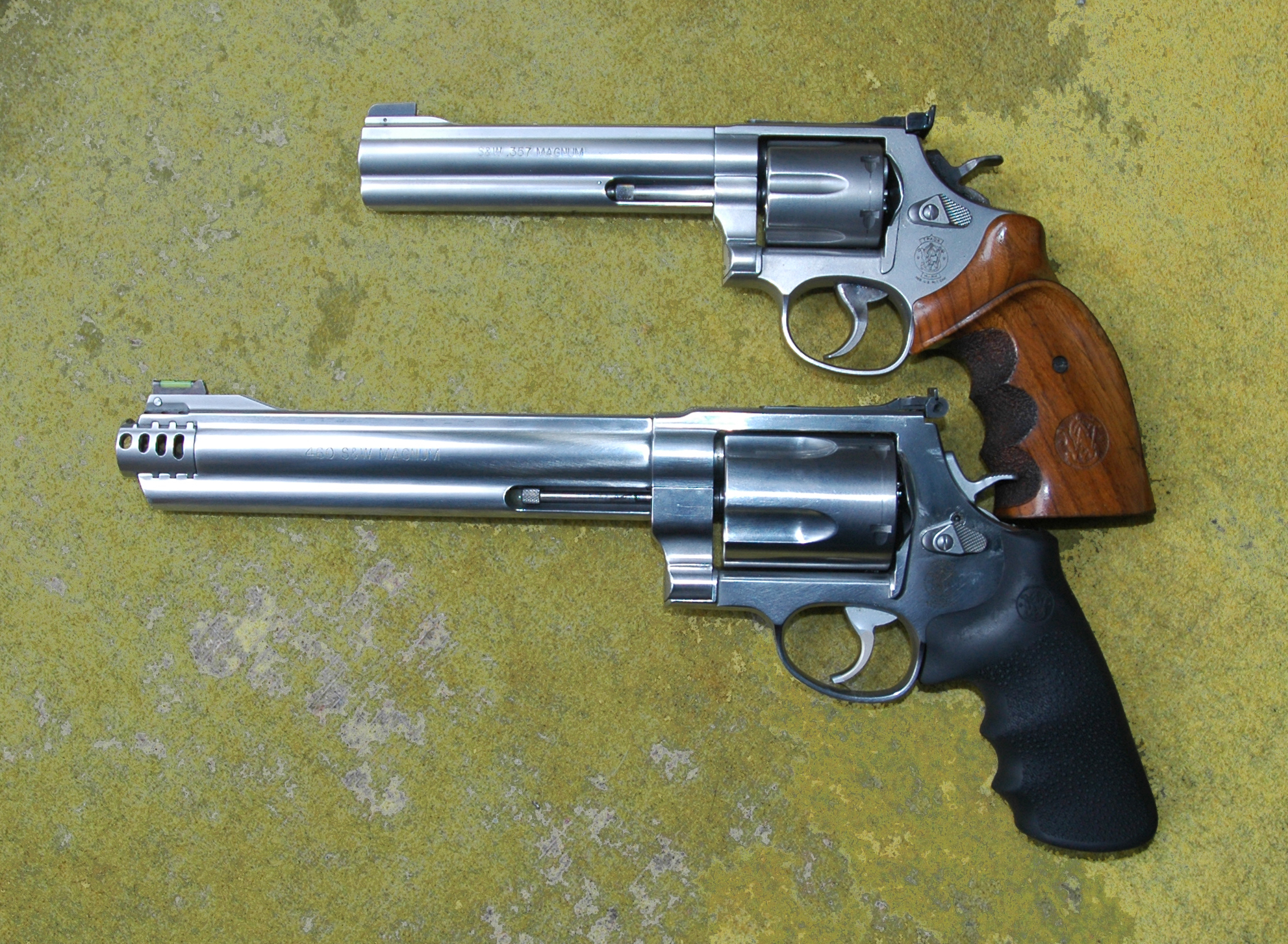
史密斯威森M686与史密斯威森M460的比较

史密斯&威森提供了這種手槍的多個衍生型。有些短槍管型號，就像M460 ES型旨在用作小型飛機應該會在有著如阿拉斯加熊的野獸的國家土地以上墜毀時的求生套件。相對的，其他槍管如長達14英吋的槍管型則旨在用作主要狩獵武器。
- M460橄榄绿攜帶組合型
- M460 ES應急求生套件型
- M460 V 5英吋槍管型，裝有制退器（V的意思是槍管長度為5英吋）
- M460 XVR 83⁄8英吋槍管型，裝有制退器（XVR的意思是極限初速左輪手槍）
- M460 XVR性能中心101⁄2英吋槍管型，裝有制退器、槍背帶（英语：Sling (firearms)）旋轉環和頂部皮卡汀尼導軌
- M460 XVR性能中心12英吋槍管型，裝有槍背帶（英语：Sling (firearms)）旋轉環和頂部與底部皮卡汀尼導軌
- M460 XVR性能中心14英吋槍管型，裝有制退器、槍背帶（英语：Sling (firearms)）旋轉環、頂部與底部皮卡汀尼導軌和兩腳架
- M460骨頭收集者型，裝有槍管頂部導軌、無溝槽式弹巢、制退器、鉻製淚滴型擊錘、鍍鉻扳機和槍背帶（英语：Sling (firearms)）旋轉環

## 流行文化

### 电影
- 2010年—：型號為M460 V 5英吋槍管型，由艾莉絲（Alice，米拉·乔沃维奇飾演，雙持）、克里斯‧瑞德菲爾（Chris Redfield，溫特沃思·米勒飾演，雙持）和克莉絲托·瓦特斯（Crystal Waters，凱西·巴恩菲爾德飾演）所使用，最終在子彈耗盡後扔棄。
- 2010年—：由馬文（Marvin Boggs，約翰·馬克維奇飾演）於碼頭槍戰時所使用，最值得注意的是使用者曾以該槍擊落了飛行中的火箭推進榴彈。
- 2015年—《侏罗纪世界》：由恐龍馴師巴瑞（Barry，歐馬·希飾演）用以對上伶盜龍。

## 資料來源
1. 1 2 3 4  Supica, Jim; Nahas, Richard. . Iola, Wisconsin: Gun Digest Books. 20 December 2006: 353  [2015-10-23]. ISBN 1-4402-2700-4. （原始内容存档于2017-02-16）.
2. 1 2 3  . Outdoor Life. 2007  [2015-10-23]. （原始内容存档于2017-09-28）.
3. ↑  Ramage, Ken; Taffin, John. . Gun Digest Books. 16 November 2006: 47. ISBN 0-89689-415-0.
4. ↑  Chumley, Cheryl K. . The Washington Times. January 21, 2014  [2015-10-23]. （原始内容存档于2020-11-11）.
5. ↑  http://www.gunsandammo.com/video/new-smith-wesson-460xvr-model-929-performance-center-revolvers/ （页面存档备份，存于） New Smith & Wesson 460XVR & Model 929 Performance Center Revolvers. January 22nd, 2014.
6. ↑  Barnes, Frank C.; Mann, Richard A. . Iola, Wisconsin: Gun Digest Books. 5 October 2012: 362. ISBN 1-4402-3059-5.
7. ↑  Cunningham, Grant. . Iola, wisconsin: Gun Digest Books. 2012: 84. ISBN 1-4402-3276-8.
8. ↑  Hutchinson, Gordon. .   [2015-10-23]. （原始内容存档于2018-09-15）.
9. ↑  Huntington, Roy. . Shooting Industry (FMG Publications). 2005, 20 (5): 98.
10. ↑  Radielovic, Marko; Prasac, Max. . . Iola, Wisconsin: Gun Digest Books. 31 August 2012: 225. ISBN 1-4402-2856-6.
11. ↑  Schoby, Mike. . Iola, Wisconsin: Krause Publications. 8 July 2008: 60. ISBN 0-89689-641-2.
12. ↑  Thurman, Russ. . Shooting Industry (FMG Publications). 2005, 20 (2): 35.

- （英文）—Manfacturer: Smith & Wesson （页面存档备份，存于）—

- - Model 460XVR
  - Model 460V Revolver - 5"
  - Model 460XVR （页面存档备份，存于）
  - Model 460XVR
  - Model 460XVR
  - Model 460XVR™ - 14" Barrel with Bi-Pod
  - Model 460XVR™ Bone Collector®

## 外部連結
- （英文）—Smith & Wesson 460ES .460 MAG Revolver | Wilderness Survival Handguns （页面存档备份，存于）
- （英文）—Gunblast.com—
  - Smith & Wesson’s .460 XVR Magnum Revolver （页面存档备份，存于）
  - Smith and Wesson 460 Emergency Survival Kit （页面存档备份，存于）
  - SHOT Show 2005 - Day 2 （页面存档备份，存于）
  - SHOT Show 2006 - Day 1 （页面存档备份，存于）
  - SHOT Show 2007 - Day 3 （页面存档备份，存于）
  - SHOT Show 2009 - Day 2 （页面存档备份，存于）
- （英文）—The Firearm Blog.com—
  - Ring of Fire: Smith & Wesson .460 Magnum （页面存档备份，存于）
  - “Ring of Fire” S&W .460XVR revolver (VIDEO) （页面存档备份，存于）
- （英文）—The Truth About Guns.com—
  - Obscure Object of Desire: Smith & Wesson 460ES (w/Emergency Survival Kit) （页面存档备份，存于）
  - New from Smith & Wesson Performance Center: M929 Jerry Miculek Signature Model, M686, M629, M460XVR, M986 Pro Series （页面存档备份，存于）
  - ShootingTheBull410 Previews the Smith & Wesson 460 VXR （页面存档备份，存于）
  - Gun Review: Smith & Wesson 460XVR 3.5″ （页面存档备份，存于）
  - SHOT Show 2015: Smith & Wesson New Products Booth Tour （页面存档备份，存于）
  - Oh How They Laughed When They Saw Me Go Into the Woods with a Smith & Wesson .460 Strapped to my Chest . . . （页面存档备份，存于）
- （英文）—Handguns Magazine.com－New Smith & Wesson 460XVR & Model 929 Performance Center Revolvers
- （英文）—Tactical-life.com—
  - 8 Can’t-Miss Revolvers From COMBAT HANDGUNS in 2015（页面存档备份，存于）
  - Magnum Force: 9 High-Powered Pistols & Revolvers（页面存档备份，存于）
- （英文）—Personal Defense World.com—
  - 32 Revolvers From CONCEALED CARRY HANDGUNS 2016（页面存档备份，存于）
  - Gun Review: Smith & Wesson’s Performance Center 460XVR （页面存档备份，存于）
  - Hand Cannons: 9 High-Powered Magnum Handguns（页面存档备份，存于）